# Crudaria capensis
Crudaria capensis là một loài bướm ngày thuộc họ Bướm xanh. Nó được tìm thấy ở Nam Phi, in the West, East, và North Cape.
Sải cánh dài 20–32 mm đối với con đực và 25–34 mm đối với con cái. Con trưởng thành bay từ tháng 10 đến tháng 12. Có một lứa một năm.
Ấu trùng có thể ăn Zygophyllum retrofractum.